# 56-я церемония «Грэмми»

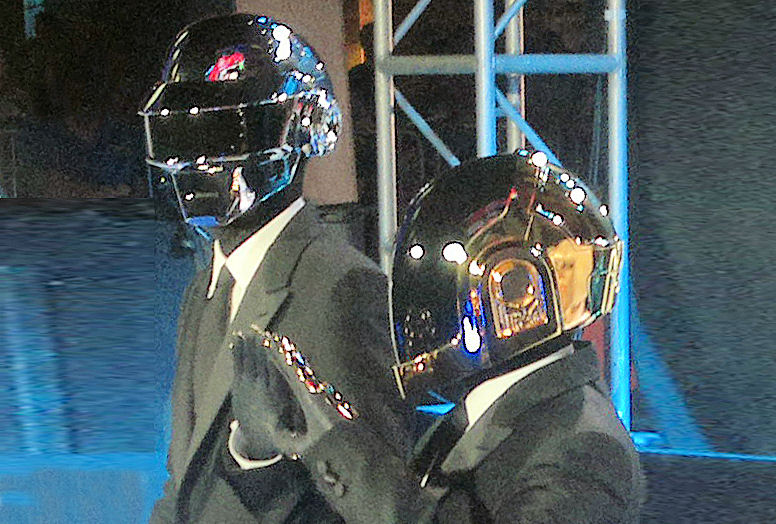
Французская группа Daft Punk получила 2 награды в главных разделах: Запись года и Альбом года.

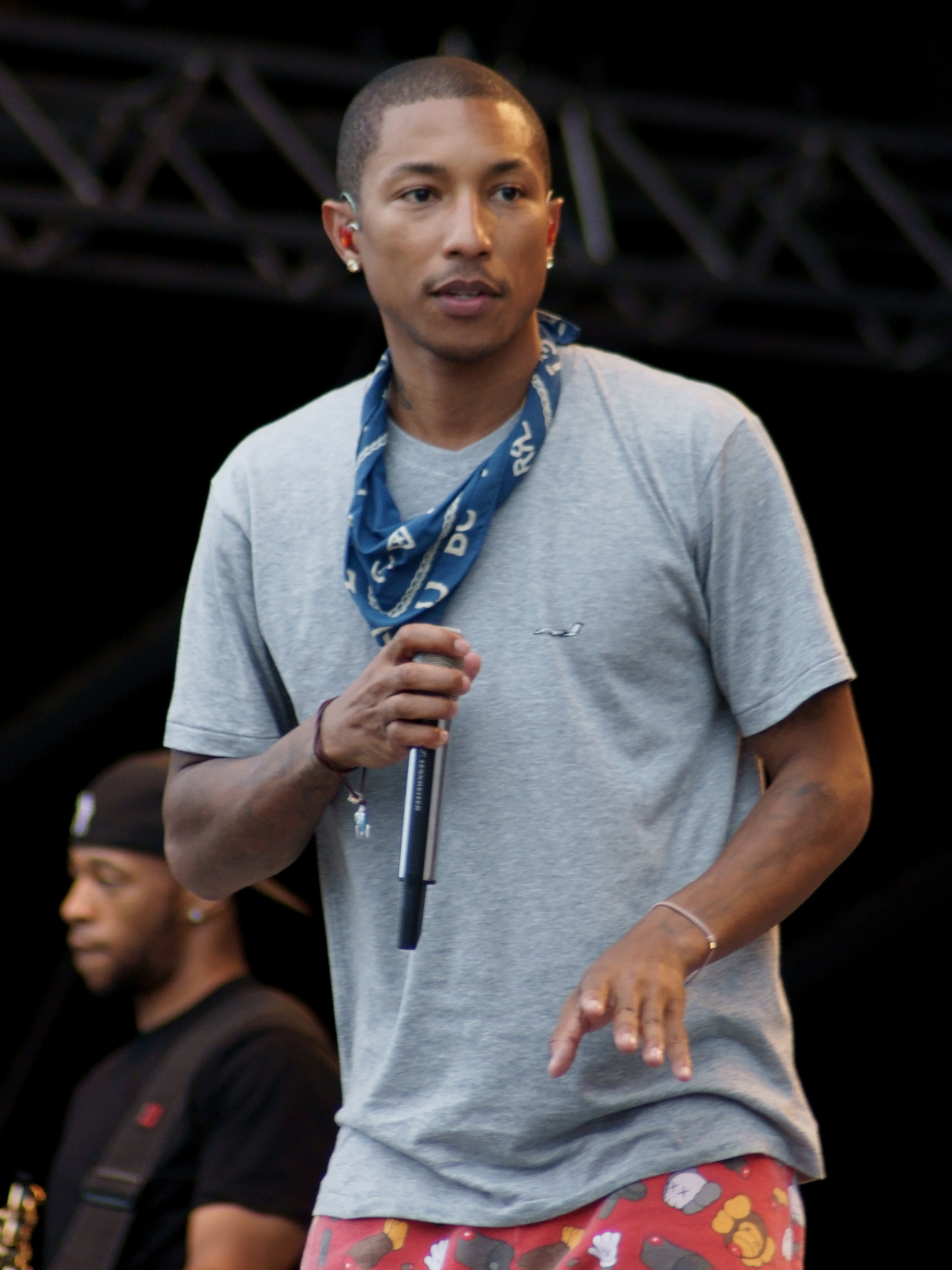
Певец и продюсер Фаррелл получил 4 награды Грэмми.

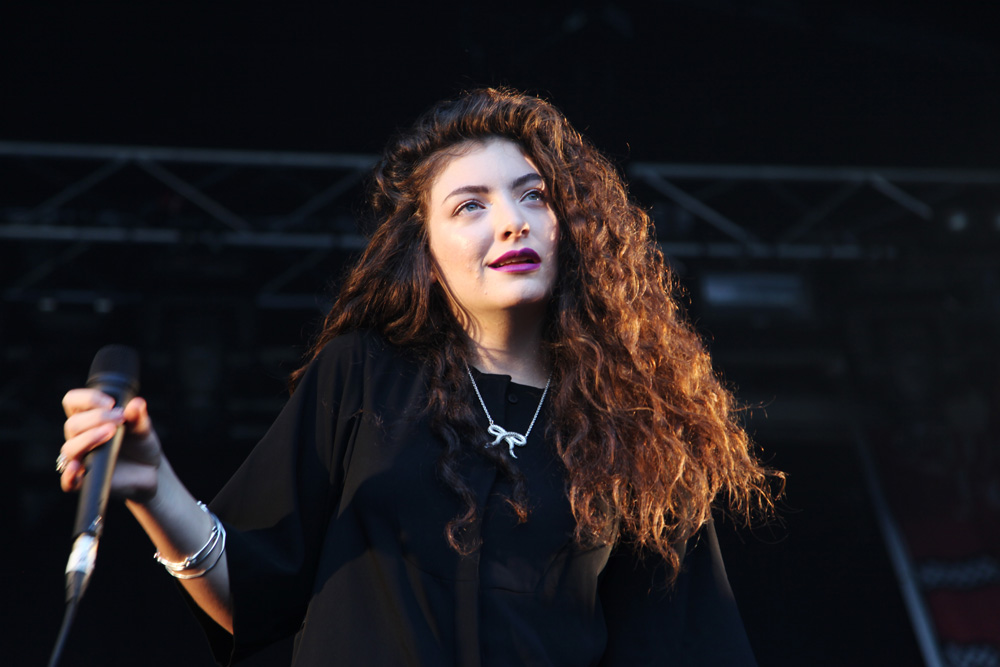
17-летняя певица Лорд получила награды за песню «Royals»: Песня года и Лучшее сольное исполнение поп-композиции.

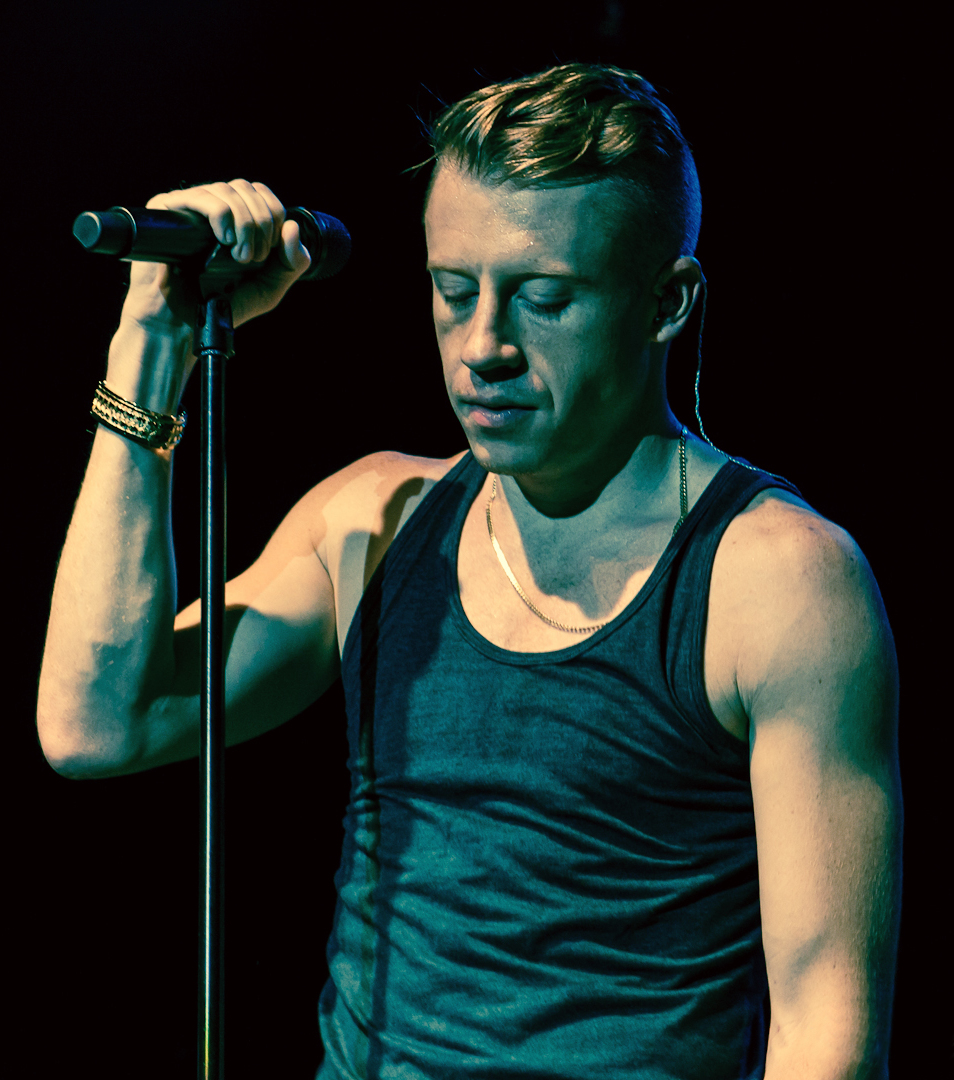
Рэпер Macklemore (вместе с Райан Льюисом) стал Лучшим новым исполнителем года.

56-я ежегодная церемония вручения наград «Грэмми» состоялась 26 января 2014 года. Сдвиг даты награждения с февраля на январь вызван началом проведения Зимних Олимпийских Игр в Сочи. Номинанты были объявлены 6 декабря 2013 года в Лос-Анджелесе. Американская певица и автор Кэрол Кинг удостоена почётной награды Персона года «MusiCares», которая была вручена 24 января, за два дня до официальной церемонии.
В 2014 году Национальная академия искусства и науки звукозаписи (NARAS) провела некоторые изменения в номинациях. Добавлена новая категория Best American Roots Song для авторов лучших песен нескольких стилей (американа, блюграсс, блюз, фолк и другие). Было изменено название премии «Грэмми за лучшее короткое музыкальное видео» на «Премия «Грэмми» за лучшее музыкальное видео», а похожая номинация за длинное видео была переименована в премию «Грэмми» за лучший музыкальный фильм. Категория Best Hard Rock/Metal Performance была переименована в Best Metal Performance, а жанр Hard Rock Performances отныне включён в категорию Best Rock Performance.
Эти изменения увеличили общее число номинаций в 2014 году до 82.
Больше всех наград получили французский дуэт Daft Punk (5) и американский продюсер и певец Фаррелл Уильямс (4). Электронный дуэт награждён в категориях «Альбом года» и «Лучший танцевальный/электронный альбом» за «Random Access Memories», «Запись года» — за «Get Lucky» с Фареллом Уильямсом и Найлом Роджерсом, «Лучшее вокальное поп-исполнение дуэтом или группой» (за «Get Lucky»). «Песней года» стал «Royals» юной 17-летней певицы Лорд. Антон Заславский, он же диджей Zedd (24-летний уроженец Саратова, ставший членом немецкой группы «Dioramic» и гражданином Германии) получил премию «Лучшая танцевальная запись».
56-я церемония «Грэмми» стала № 1 в еженедельном телевизионном рейтинге: шоу собрало 28,51 млн зрителей, что сделало его вторым самым популярным Грэмми с 1994 года.

## Номинации
6 декабря 2013 года Лос-Анджелесе прошёл концерт, на котором были анонсированы номинации. Среди участников концерта были Тейлор Свифт, Lorde, Кэти Перри и Кит Урбан (в дуэте с Мигелем), спевший классический хит Bill Withers’ «Ain’t No Sunshine». Robin Thicke закрывал шоу своим хитом «Blurred Lines» вместе с членами группы Earth Wind and Fire. Лидером по числу номинаций стал Jay Z (9), Джастин Тимберлейк (7), Кендрик Ламар (7), Фаррелл (7), Дрейк (5), Lorde (4), Taylor Swift (4) и Kacey Musgraves (4).

### Специальные награды
MusiCares Person of the Year
- Кэрол Кинг

Lifetime Achievement Award
- The Beatles
- Клифтон Шенье
- The Isley Brothers
- Kraftwerk
- Крис Кристофферсон
- Армандо Мансанеро
- Maud Powell

Trustees Awards
- Rick Hall
- Джим Маршалл
- Эннио Морриконе

### Основная категория
Запись года
- «Get Lucky» — Daft Punk при участии Pharrell Williams
  - Thomas Bangalter & Guy-Manuel De Homem-Christo, продюсеры; Peter Franco, Mick Guzauski, Florian Lagatta & Daniel Lerner, звукоинженеры; Bob Ludwig, мастеринг-инженер
  - «Radioactive» — Imagine Dragons
    - Alex Da Kid, продюсер; Manny Marroquin & Josh Mosser, звукоинженеры; Joe LaPorta, мастеринг-инженер

  - «Royals» — Lorde
    - Джоэл Литтл, продюсер; Джоэл Литтл, звукоинженеры; Stuart Hawkes, мастеринг-инженер

  - «Locked Out of Heaven» — Bruno Mars
    - Jeff Bhasker, Emile Haynie, Mark Ronson & The Smeezingtons, producers; Alalal, Josh Blair, Wayne Gordon, Ari Levine, Manny Marroquin & Mark Ronson, звукоинженеры; David Kutch, мастеринг-инженер

  - «Blurred Lines» — Robin Thicke при участии T.I. и Pharrell Williams
    - Pharrell, продюсер; Andrew Coleman & Tony Maserati, звукоинженеры; Chris Gehringer, мастеринг-инженер

Альбом года
- Random Access Memories — Daft Punk
  - Julian Casablancas, DJ Falcon, Todd Edwards, Chilly Gonzales, Giorgio Moroder, Panda Bear, Nile Rodgers, Пол Уильямс[англ.] & Pharrell Williams, приглашённые певцы; Thomas Bangalter, Julian Casablancas, Guy-Manuel De Homem-Christo, DJ Falcon & Todd Edwards, продюсеры; Peter Franco, Mick Guzauski, Florian Lagatta, Guillaume Le Braz & Daniel Lerner, звукоинженеры; Bob Ludwig, мастеринг-инженер
  - The Blessed Unrest — Сара Бареллис
    - Sara Bareilles, Mark Endert & John O’Mahony, продюсеры; Jeremy Darby, Mark Endert & John O’Mahony, звукоинженеры; Greg Calbi, мастеринг-инженер

  - good kid, m.A.A.d city — Kendrick Lamar
    - Mary J. Blige, Dr. Dre, Drake, Jay Rock, Jay-Z, MC Eiht & Anna Wise, приглашённые певцы; DJ Dahi, Hit-Boy, Skhye Hutch, Just Blaze, Like, Terrace Martin, Dawaun Parker, Pharrell, Rahki, Scoop DeVille, Sounwave, Jack Splash, Tabu, Tha Bizness & T-Minus[англ.], продюсеры; Derek Ali, Dee Brown, Dr. Dre, James Hunt, Mauricio 'Veto"" Iragorri, Mike Larson, Jared Scott, Jack Splash & Andrew Wright, звукоинженеры; Mike Bozzi & Brian «Big Bass» Gardner, мастеринг-инженер

  - The Heist — Macklemore & Ryan Lewis
    - Ab-Soul, Ben Bridwell, Ray Dalton, Eighty4 Fly, Hollis, Мэри Ламберт, Baffalo Madonna, Evan Roman, Schoolboy Q, Allen Stone, The Teaching & Wanz, приглашённые певцы; Ryan Lewis, продюсер; Ben Haggerty, Ryan Lewis, Amos Miller, Reed Ruddy & Pete Stewart, звукоинженеры; Brian Gardner, мастеринг-инженер

  - Red — Тейлор Свифт
    - Gary Lightbody & Ed Sheeran, приглашённые певцы; Jeff Bhasker, Nathan Chapman, Dann Huff, Jacknife Lee, Max Martin, Shellback, Taylor Swift, Бутч Уокер & Dan Wilson, продюсер; Joe Baldridge, Sam Bell, Matt Bishop, Chad Carlson, Nathan Chapman, Serban Ghenea, John Hanes, Sam Holland, Michael Ilbert, Taylor Johnson, Jacknife Lee, Steve Marcantonio, Manny Marroquin, Justin Niebank, John Rausch, Eric Robinson, Pawel Sek, Jake Sinclair, Mark «Spike» Stent & Andy Thompson, звукоинженеры; Tom Coyne & Hank Williams, мастеринг-инженер

Песня года
- «Royals»
  - Ella Yelich O’Connor, Джоэл Литтл, авторы (Lorde)
  - «Just Give Me a Reason»
    - Pink, Jeff Bhasker & Nate Ruess, авторы (Pink при участии Nate Ruess)

  - «Locked Out of Heaven»
    - Bruno Mars, Philip Lawrence, Ari Levine, авторы (Bruno Mars)

  - «Roar»
    - Кэти Перри, Lukasz Gottwald, Max Martin, Bonnie McKee и Henry Walter, авторы (Katy Perry)

  - «Same Love»
    - Ben Haggerty, Ryan Lewis, Mary Lambert and Curtis Mayfield, авторы (Macklemore & Ryan Lewis при участии Mary Lambert)

Лучший новый исполнитель
- Macklemore & Ryan Lewis
  - Джеймс Блейк
  - Кендрик Ламар
  - Kacey Musgraves
  - Эд Ширан

### Поп

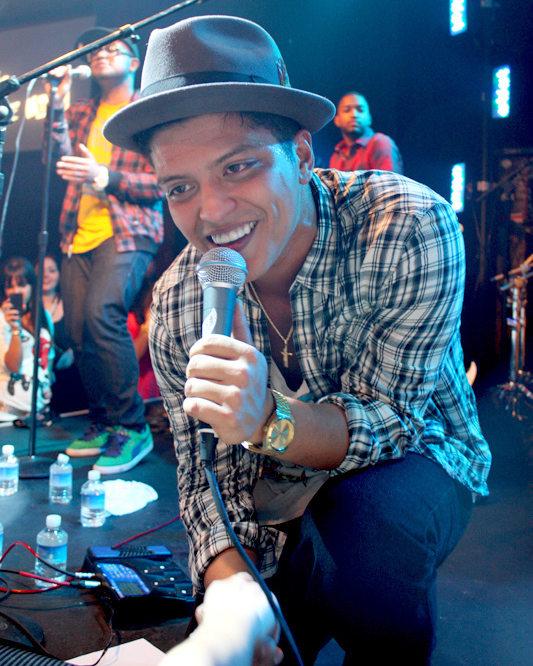
Американский певец Бруно Марс получил награду в разделе Лучший вокальный поп-альбом.

Лучшее сольное исполнение поп-композиции
- «Royals» — Lorde
  - «Brave (песня Сары Бареллис)[англ.]» — Сара Бареллис
  - «When I Was Your Man» — Бруно Марс
  - «Roar» — Кэти Перри
  - «Mirrors» — Джастин Тимберлейк

Лучшее исполнение поп-композиции дуэтом или группой
- «Get Lucky» — Daft Punk при участии Pharrell Williams
  - «Just Give Me a Reason» — Pink при участии Nate Ruess
  - «Stay» — Рианна при участии Микки Экко
  - «Blurred Lines» — Робин Тик при участии T.I. и Pharrell Williams
  - «Suit & Tie» — Джастин Тимберлейк при участии Jay-Z

Лучший инструментальный поп-альбом
- Steppin' Out — Герб Алперт
  - The Beat — Бони Джеймс
  - HandPicked — Earl Klugh
  - Summer Horns — Dave Koz, Gerald Albright, Mindi Abair & Richard Elliot
  - Hacienda — Jeff Lorber Fusion

Лучший вокальный поп-альбом
- Unorthodox Jukebox — Бруно Марс
  - Paradise — Лана Дель Рей
  - Pure Heroine — Lorde
  - Blurred Lines — Робин Тик
  - The 20/20 Experience – The Complete Experience — Джастин Тимберлейк

### Танцевальная музыка
Лучшая танцевальная запись
- «Clarity» — Zedd & Foxes
  - Anton Zaslavski, продюсер и звукорежиссёр (Zedd)
- «Need U (100%)» — Duke Dumont при участии A*M*E & MNEK
  - Adam Dyment & Tommy Forrest, продюсеры; Adam Dyment & Tommy Forrest, звукорежиссёры
- «Sweet Nothing» — Кельвин Харрис & Florence Welch
  - Кельвин Харрис, продюсер и звукорежиссёр
- «Atmosphere[англ.]» — Kaskade
  - Finn Bjarnson & Ryan Raddon, продюсеры; Ryan Raddon, звукорежиссёр
- «This Is What It Feels Like» — Armin Van Buuren & Trevor Guthrie
  - Armin Van Buuren & Benno De Goeij, продюсеры; Armin Van Buuren & Benno De Goeij, звукорежиссёры

Лучший электронный/танцевальный альбом
- Random Access Memories — Daft Punk
  - Settle — Disclosure
  - 18 Months — Кельвин Харрис
  - Atmosphere — Kaskade
  - A Color Map of the Sun — Pretty Lights

### Рок
Лучшее исполнение рок-композиции
- «Radioactive» — Imagine Dragons

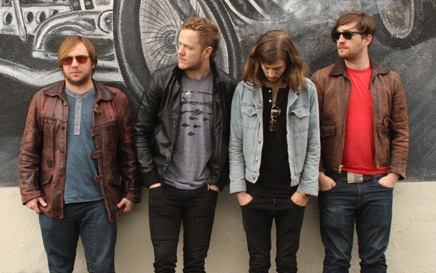
Американская группа Imagine Dragons получила награду в разделе: Лучшее исполнение рок-композиции за песню «Radioactive», побившую многолетний рекорд нахождения в хит-параде Billboard Hot 100 (более 80 недель).

  - «My God Is the Sun» — Queens of the Stone Age
  - «Always Alright» — Alabama Shakes
  - «The Stars (Are Out Tonight)» — Дэвид Боуи
  - «I’m Shakin’» — Джек Уайт

Лучшее исполнение хард-рок/метал-композиции
- «God Is Dead?» — Black Sabbath
  - «T.N.T.» — Anthrax
  - «The Enemy Inside[англ.]» — Dream Theater
  - «In Due Time» — Killswitch Engage
  - «Room 24» — Volbeat при участии King Diamond[англ.]

Лучшая рок-песня
- «Cut Me Some Slack»
  - Дэйв Грол, Пол Маккартни, Крист Новоселич и Пэт Смир, авторы (Paul McCartney, Dave Grohl, Krist Novoselic, Pat Smear)
  - «Ain’t Messin ’Round»
    - Gary Clark Jr., автор (Gary Clark Jr.)

  - «Doom and Gloom»
    - Мик Джаггер и Кит Ричардс, авторы (The Rolling Stones)

  - «God Is Dead?»
    - Гизер Батлер, Тони Айомми и Оззи Осборн, авторы (Black Sabbath)

  - «Panic Station»
    - Matthew Bellamy, авторы (Muse)

Лучший рок-альбом
- Celebration Day — Led Zeppelin
  - 13 — Black Sabbath
  - The Next Day — Дэвид Боуи
  - Mechanical Bull — Kings of Leon
  - ...Like Clockwork — Queens of the Stone Age
  - Psychedelic Pill — Нил Янг вместе с Crazy Horse

### Кантри

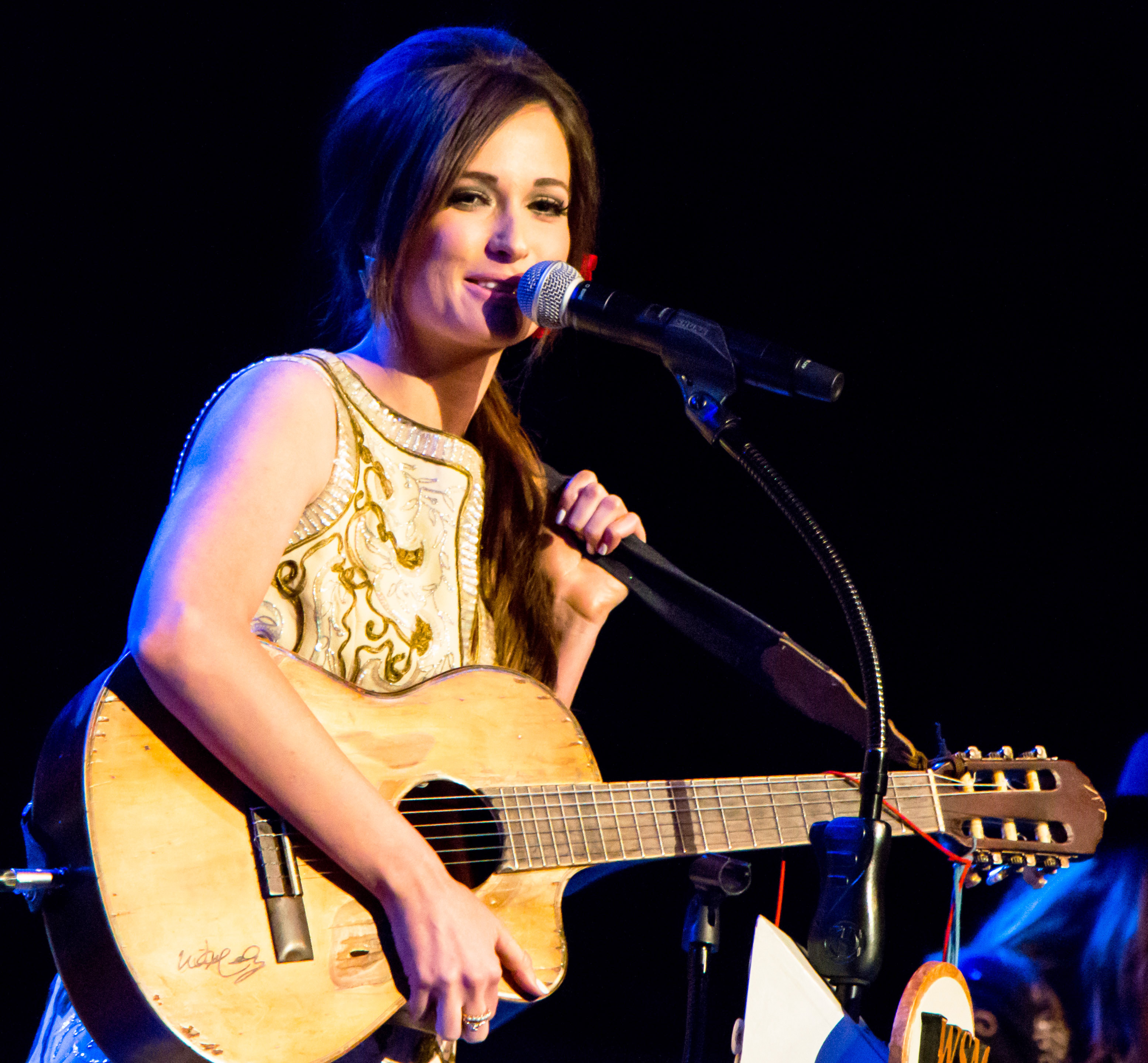
Певица Kacey Musgraves получила премии в разделах Лучший кантри-альбом и Лучшая кантри-песня.

Певица Кейси Масгрейвс получила премии в разделах Лучший кантри-альбом и Лучшая кантри-песня, и престижную номинацию в категории Лучший новый исполнитель.
Лучшее сольное кантри-исполнение
- «Wagon Wheel» — Darius Rucker
  - «I Drive Your Truck» — Ли Брайс
  - «I Want Crazy» — Хантер Хейз
  - «Mama's Broken Heart» — Миранда Ламберт
  - «Mine Would Be You» — Блейк Шелтон

Лучшее кантри-исполнение группой или дуэтом
- «From This Valley» — The Civil Wars
  - «Don’t Rush» — Келли Кларксон при участии Винс Гилл
  - «Your Side of the Bed» — Little Big Town
  - «Highway Don't Care» — Тим Макгро, Тейлор Свифт & Кит Урбан
  - «You Can’t Make Old Friends» — Кенни Роджерс вместе с Долли Партон

Лучшая кантри-песня
- «Merry Go 'Round»
  - Шейн Маканалли, Кейси Масгрейвс & Джош Осборн, авторы (Кейси Масгрейвс)
  - «Begin Again»
    - Тейлор Свифт, автор (Тейлор Свифт)

  - «I Drive Your Truck»
    - Jessi Alexander, Connie Harrington & Jimmy Yeary, авторы (Ли Брайс)

  - «Mama's Broken Heart»
    - Брэнди Кларк, Шейн Маканалли & Кейси Масгрейвс, авторы (Миранда Ламберт)

  - «Mine Would Be You»
    - Jessi Alexander, Connie Harrington & Deric Ruttan, авторы (Блейк Шелтон)

Лучший кантри-альбом
- Same Trailer Different Park — Кейси Масгрейвс
  - Night Train — Джейсон Олдин
  - Two Lanes of Freedom — Тим Макгро
  - Based on a True Story... — Блейк Шелтон
  - Red — Тейлор Свифт

### Нью-эйдж
Лучший нью-эйдж-альбом
- Love’s River — Laura Sullivan
  - Lux — Brian Eno
  - Illumination — Peter Kater
  - Final Call — Kitarō
  - Awakening The Fire — R. Carlos Nakai & Will Clipman

### Альтернатива
Лучший альтернативный альбом
- Modern Vampires of the City — Vampire Weekend
- The Worse Things Get, The Harder I Fight, The Harder I Fight, The More I Love You — Neko Case
- Trouble Will Find Me — The National
- Hesitation Marks — Nine Inch Nails
- Lonerism — Tame Impala

### R&B
Лучшее R&B-исполнение
- «Something’» — Snarky Puppy вместе с Lalah Hathaway
  - «Love and War» — Tamar Braxton
  - «Best of Me» — Anthony Hamilton
  - «Nakamarra» — Hiatus Kaiyote при участии Q-Tip
  - «How Many Drinks?» — Miguel при участии Kendrick Lamar

Лучшее традиционное R&B-исполнение
- «Please Come Home» — Gary Clark, Jr.
  - «Get It Right» — Fantasia
  - «Quiet Fire» — Maysa
  - «Hey Laura» — Gregory Porter
  - «Yesterday’» — Ryan Shaw

Лучшая R&B-песня
- «Pusher Love Girl»
  - Джеймс Фонтлерой, Джером Хармон, Тимоти Мосли & Джастин Тимберлейк, авторы (Джастин Тимберлейк)
- «Best of Me»
  - Anthony Hamilton & Jairus Mozee, авторы (Anthony Hamilton)
- «Love and War»
  - Tamar Braxton, Darhyl Camper, Jr., LaShawn Daniels & Makeba Riddick, авторы (Tamar Braxton)
- «Only One»
  - PJ Morton, автор (PJ Morton при участии Stevie Wonder)
- «Without Me»
  - Fantasia, Missy Elliott, Al Sherrod Lambert, Harmony Samuels & Kyle Stewart, авторы (Fantasia при участии Kelly Rowland & Missy Elliott)

Лучший альбом в жанре современной городской музыки
- Unapologetic — Рианна
  - Love and War — Tamar Braxton
  - Side Effects of You — Fantasia
  - One: In the Chamber — Salaam Remi
  - New York: A Love Story — Mack Wilds

Лучший R&B-альбом
- Girl on Fire — Alicia Keys
  - R&B Divas — Faith Evans
  - Love in the Future — John Legend
  - Better — Chrisette Michele
  - Three Kings — TGT

### Рэп
Лучшее рэп-исполнение
- «Thrift Shop» — Macklemore & Ryan Lewis при участии Wanz
  - «Started from the Bottom» — Drake
  - «Berzerk» — Eminem
  - «Tom Ford» — Jay-Z
  - «Swimming Pools (Drank)» — Kendrick Lamar

Лучшее рэп-исполнение
- «Holy Grail» — Jay-Z при участии Justin Timberlake
  - «Power Trip» — J. Cole при участии Miguel
  - «Part II (On the Run)» — Jay-Z при участии Beyoncé
  - «Now or Never» — Kendrick Lamar при участии Mary J. Blige
  - «Remember You» — Wiz Khalifa при участии The Weeknd

Лучшая рэп-песня
- «Thrift Shop»
  - Ben Haggerty & Ryan Lewis, авторы (Macklemore & Ryan Lewis при участии Wanz)
- «F***in' Problems»
  - Tauheed Epps, Aubrey Graham, Kendrick Lamar, Rakim Mayers & Noah Shebib, авторы (ASAP Rocky featuring Drake, 2 Chainz & Kendrick Lamar)
- «Holy Grail»
  - Shawn Carter, Terius Nash, J. Harmon, Timothy Mosley, Justin Timberlake & Ernest Wilson, авторы (Kurt Cobain, Dave Grohl & Krist Novoselic, авторы) (Jay-Z авторы Justin Timberlake)
- «New Slaves»
  - Christopher Breaux, Ben Bronfman, Mike Dean, Louis Johnson, Malik Jones, Elon Rutberg, Sakiya Sandifer, Che Smith, Kanye West & Cydell Young, авторы (Anna Adamis & Gabor Presser, авторы) (Kanye West)
- «Started from the Bottom»
  - W. Coleman, Aubrey Graham & Noah Shebib, авторы (Bruno Sanfilippo, автор) (Drake)

Лучший рэп-альбом
- The Heist — Macklemore & Ryan Lewis
  - Nothing Was the Same — Drake
  - Magna Carta… Holy Grail — Jay-Z
  - Good Kid, M.A.A.D City — Kendrick Lamar
  - Yeezus — Kanye West

### Джаз
Лучшая сольная джазовая импровизация
- «Orbits»
  - Wayne Shorter, soloist
- «Don’t Run»
  - Terence Blanchard, soloist
- «Song For Maura»
  - Paquito D'Rivera, soloist
- «Song Without Words #4: Duet»
  - Fred Hersch, soloist
- «Stadium Jazz»
  - Donny McCaslin, soloist

Лучший джазовый вокальный альбом
- Liquid Spirit — Gregory Porter
  - The World According to Andy Bey — Andy Bey
  - Attachments — Lorraine Feather
  - WomanChild — Cécile McLorin Salvant
  - After Blue — Tierney Sutton

Лучший джазовый инструментальный альбом
- Money Jungle: Provocative in Blue — Terri Lyne Carrington
  - Guided Tour — The New Gary Burton Quartet
  - Life Forum — Gerald Clayton
  - Pushing the World Away — Kenny Garrett
  - Out Here — Christian McBride Trio

Best Large Jazz Ensemble Album
- Night in Calisia — Randy Brecker, Włodek Pawlik Trio & Kalisz Philharmonic
  - Brooklyn Babylon — Darcy James Argue's Secret Society
  - Wild Beauty — Brussels Jazz Orchestra при участии Joe Lovano
  - March Sublime — Alan Ferber
  - Intrada — Dave Slonaker Big Band

Best Latin Jazz Album
- Song for Maura — Paquito D'Rivera and Trio Corrente
  - La Noche Más Larga — Buika
  - Yo — Roberto Fonseca
  - Egg_n — Omar Sosa
  - Latin Jazz-Jazz Latin — Wayne Wallace Latin Jazz Quintet

### Госпел/Contemporary Christian
Лучшее исполнение госпел/Contemporary Christian Music
- «Break Every Chain» (Live) — Tasha Cobbs
  - «Hurricane» — Натали Грант
  - «Lord, I Need You» — Matt Maher
  - «If He Did It Before… Same God» (Live) — Tye Tribbett

Лучшая песня госпел
- «If He Did It Before… Same God» (Live)
  - Tye Tribbett, автор (Tye Tribbett)
- «Deitrick Haddon»
  - Calvin Frazier & Deitrick Haddon, авторы (Deitrick Haddon)
- «If I Believe»
  - Wirlie Morris, Michael Paran, Charlie Wilson & Mahin Wilson, авторы (Charlie Wilson)
- «A Little More Jesus»
  - Erica Campbell and Tina Campbell & Warryn Campbell, авторы (Erica Campbell)
- «Still»
  - Percy Bady, автор (Percy Bady при участии Lowell Pye)

Best Contemporary Christian Music Song
- «Overcomer»
  - David Garcia, Ben Glover & Christopher Stevens, авторы (Mandisa)
- «Hurricane»
  - Matt Bronleewe, Натали Грант & Cindy Morgan, авторы (Натали Грант)
- «Love Take Me Over»
  - Steven Curtis Chapman, автор (Steven Curtis Chapman)
- «Speak Life»
  - Toby McKeehan, Jamie Moore & Ryan Stevenson, авторы (Tobymac)
- «Whom Shall I  (God of Angel Armies)»
  - Ed Cash, Scott Cash & Chris Tomlin, авторы (Chris Tomlin)

Лучший альбом госпел
- Greater Than (Live) — Tye Tribbett
  - Grace (Live) — Tasha Cobbs
  - Best For Last: 20 Year Celebration Vol. 1 (Live) — Donald Lawrence
  - Best Days Yet — Bishop Paul S. Morton
  - God Chaser (Live) — William Murphy

Лучший альбом современной христианской музыки
- Overcomer — Mandisa
  - We Won't Be Shaken — Building 429[англ.]
  - All the People Said Amen (Live) — Matt Maher
  - Your Grace Finds Me (Live) — Matt Redman
  - Burning Lights — Chris Tomlin

### Латинская музыка
Лучший латинский поп-альбом
- Vida — Draco Rosa
  - Faith, Hope y Amor — Frankie J
  - Viajero Frecuente — Ricardo Montaner
  - Syntek — Aleks Syntek
  - 12 Historias — Tommy Torres

Лучший латинский рок, urban или альтернативный альбом
- Treinta Días — La Santa Cecilia
  - El Objeto Antes Llamado Disco — Café Tacuba
  - Ojo Por Ojo — El Tri
  - Chances — Illya Kuryaki and the Valderramas
  - Repeat After Me — Los Amigos Invisibles

Best Regional Mexican Music Album (Including Tejano)
- A Mi Manera — Mariachi Divas de Cindy Shea
  - El Free — Banda Los Recoditos
  - En Peligro De Extinción — Intocable
  - Romeo y Su Nieta — Paquita la del Barrio
  - 13 Celebrando El 13 — Joan Sebastian

Лучший альбом тропического латино
- Pacific Mambo Orchestra — Pacific Mambo Orchestra
  - 3.0 — Marc Anthony
  - Como Te Voy A Olvidar — Los Angeles Azules
  - Sergio George Presents Salsa Giants — Various Artists
  - Corazón Profundo — Карлос Вивес

### Americana Music
Best Americana Song
- «Love Has Come For You»
  - Edie Brickell & Steve Martin, авторы (Steve Martin & Edie Brickell)
- «Build Me Up From Bones»
  - Sarah Jarosz, автор (Sarah Jarosz)
- «Invisible»
  - Стив Эрл, автор (Стив Эрл & The Dukes (& Duchesses))
- «Keep Your Dirty Lights On»
  - Tim O’Brien & Darrell Scott, авторы (Tim O’Brien andnd Darrell Scott)
- «Shrimp Po-Boy, Dressed»
  - Allen Toussaint, автор (Allen Toussaint)

Best Americana Album
- Old Yellow Moon — Эммилу Харрис & Родни Кроуэлл
  - Love Has Come for You — Steve Martin & Edie Brickell
  - Buddy and Jim — Buddy Miller и Jim Lauderdale
  - One True Vine — Mavis Staples
  - Songbook — Allen Toussaint

Лучший блюграсс-альбом
- The Streets of Baltimore — Del McCoury Band
  - It’s Just a Road — The Boxcars
  - Brothers of the Highway — Dailey & Vincent
  - This World Oft Can Be — Della Mae
  - Three Chords and the Truth — James King

Лучший блюзовый альбом
- Get Up! — Ben Harper вместе с Charlie Musselwhite
  - Remembering Little Walter — Billy Boy Arnold, Charlie Musselwhite, Mark Hummel, Sugar Ray Norcia & James Harman
  - Cotton Mouth Man — James Cotton
  - Seesaw — Бет Харт с Джо Бонамассой
  - Down In Louisiana — Bobby Rush

Лучший фолк-альбом
- My Favorite Picture of You — Гай Кларк
  - Sweetheart of the Sun — The Greencards
  - Build Me Up from Bones — Sarah Jarosz
  - The Ash & Clay — The Milk Carton Kids
  - They All Played for Us: Arhoolie Records 50th Anniversary Celebration — Various Artists; Chris Strachwitz, продюсер

Best Regional Music Album
- Dockside Sessions — Terrance Simien & The Zydeco Experience
  - The Life & Times Of…The Hot 8 Brass Band — Hot 8 Brass Band
  - Hula Ku’i — Kahulanui
  - Le Fou — Zachary Richard
  - Apache & Crown Dance Songs — Joe Tohonnie Jr.

### Регги
Лучший рэгги-альбом
- Ziggy Marley In Concert — Зигги Марли
  - One Love, One Life — Beres Hammond
  - The Messiah — Sizzla
  - Reggae Connection — Sly & Robbie and the Jam Masters
  - Reincarnated — Snoop Lion

### Этническая музыка
Лучший альбом в стиле world music
- Savor Flamenco — Gipsy Kings (tie)
- Live: Singing for Peace Around the World — Ladysmith Black Mambazo (tie)
  - No Place for My Dream — Femi Kuti
  - The Living Room Sessions Part 2 — Ravi Shankar

### Музыка для детей
Лучший альбом для детей
- Throw a Penny in the Wishing Well — Jennifer Gasoi
  - Blue Clouds — Elizabeth Mitchell & You Are My Flower
  - The Mighty Sky — Beth Nielsen Chapman
  - Recess — Justin Roberts
  - Singing Our Way Through: Songs for the World’s Bravest Kids — Alastair Moock & Friends

### Разговорный жанр
Лучший альбом разговорного жанра (включая поэзию, аудиокниги)
- America Again: Re-becoming The Greatness We Never Weren't — Stephen Colbert
  - Carrie and Me — Carol Burnett
  - Let's Explore Diabetes with Owls — David Sedaris
  - Still Foolin' 'Em — Billy Crystal
  - The Storm King — Pete Seeger

### Комедии
Лучший комедийный альбом
- Calm Down Gurrl — Kathy Griffin
  - I'm Here to Help — Craig Ferguson
  - A Little Unprofessional — Ron White
  - Live — Tig Notaro
  - That’s What I’m Talkin' About — Bob Saget

### Музыкальные шоу
Лучший альбом на основе театрального мюзикла
- Kinky Boots
  - Билли Портер & Stark Sands, основные солисты; Sammy James, Jr., Cyndi Lauper, Stephen Oremus & William Wittman, продюсеры; Cyndi Lauper, композитор & автор (Original Broadway Cast)

- - Matilda the Musical
    - Bertie Carvel, Sophia Gennusa, Laurence, Bailey Ryon, Miley Shapiro & Lauren Ward, основные солисты; Michael Croiter, Van Dean & Chris Nightingale, продюсеры; Tim Minchin, композитор & лирик (Original Broadway Cast)

- - Motown: The Musical
    - Brandon Victor Dixon & Valisia Lakae, основные солисты; Frank Filipetti & Ethan Popp, продюсеры (Robert Bateman, Al Cleveland, Georgia Dobbins, Lamont Dozier, William Garrett, Marvin Gaye, Berry Gordy, Freddie Gorman, Cornelius Grant, Brian Holland, Ivy Jo Hunter, Michael Lovesmith, Alphonzo Mizell, Freddie Perren, Deke Richards, William Stevenson, Norman Whitfield & Stevie Wonder, композиторы; Nickolas Ashford, Marvin Gaye, Berry Gordy, Lula Mae Hardaway, Eddie Holland, Michael Lovesmith, Deke Richards, Smokey Robinson, Barrett Strong, Ronald White, Stevie Wonder & Syreeta Wright, авторы) (Original Broadway Cast)

### Музыка для визуальных медиа
Лучший саундтрек-компиляция для визуальных медиа
- Sound City: Real to Reel — Dave Grohl & Various Artists
- Django Unchained — Various Artists
- The Great Gatsby (Deluxe Edition) — Various Artists
- Les Misérables (Deluxe Edition) — Various Artists
- Muscle Shoals — Various Artists

Лучший саундтрек для визуальных медиа
- Skyfall
  - Томас Ньюман, композитор
- Argo
  - Александр Деспла, композитор
- The Great Gatsby
  - Крэйг Армстронг, композитор
- Life of Pi
  - Майкл Данна, композитор
- Lincoln
  - Джон Уильямс, композитор
- Zero Dark Thirty
  - Александр Деспла, композитор

Лучшая песня, написанная для визуальных медиа
- «Skyfall» (из 007: Координаты «Скайфолл»)
  - Адель Эдкинс и Пол Эпуорт, авторы (Адель)
- «Atlas» (из Голодные игры: И вспыхнет пламя)
  - Guy Berryman, Jonny Buckland, Will Champion и Chris Martin, авторы (Coldplay)
- «Silver Lining (Crazy 'Bout You)» (из Мой парень — псих)
  - Дайан Уоррен, автор (Jessie J)
- «We Both Know» (из Тихая гавань)
  - Колби Кэйллат и Gavin DeGraw, авторы (Колби Кэйллат при участии Gavin DeGraw)
- «Young and Beautiful» (из Великий Гэтсби)
  - Лана Дель Рей и Рик Ноуэлс, авторы (Лана Дель Рей)
- «You’ve Got Time» (из Оранжевый — хит сезона)
  - Регина Спектор, автор (Регина Спектор)

### Сочинительство/Аранжировка
Лучшая инструментальная композиция
- «Pensamientos For Solo Alto Saxophone And Chamber Orchestra»
  - Clare Fischer, композиторы (The Clare Fischer Orchestra)
  - « Away»
    - Chuck Owen, композиторы (Chuck Owen & The Jazz Surge)

  - «California Pictures For String Quartet»
    - Gordon Goodwin, композиторы (Quartet San Francisco)

  - «Koko On The Boulevard»
    - Scott Healy, композиторы (Scott Healy Ensemble)

  - «String Quartet No. 1: Funky Diversion In Three Parts»
    - Vince Mendoza, композиторы (Quartet San Francisco)

Лучшая инструментальная аранжировка
- «On Green Dolphin Street»
  - Gordon Goodwin, аранжировщик (Gordon Goodwin’s Big Phat Band)
- «Invitation»
  - Kim Richmond, аранжировщик (The Kim Richmond Concert Jazz Orchestra)
- «Side Hikes — A Ridge Away»
  - Chuck Owen, аранжировщик (Chuck Owen & The Jazz Surge)
- «Skylark»
  - Nan Schwartz, аранжировщик (Amy Dickson)
- «Wild Beauty»
  - Gil Goldstein, аранжировщик (Brussels Jazz Orchestra Featuring Joe Lovano)

Лучшая инструментальная аранжировка в сопровождении вокалиста(ов)
- «Swing Low»
  - Gil Goldstein, аранжировщик (Bobby McFerrin & Esperanza Spalding)
- «La Vida Nos Espera»
  - Nan Schwartz, аранжировщик (Gian Marco)
- «Let’s Fall In Love»
  - Chris Walden, аранжировщик (Calabria Foti Featuring Seth MacFarlane)
- «The Moon’s A Harsh Mistress»
  - John Hollenbeck, аранжировщик (John Hollenbeck)
- «What A Wonderful World»
  - Shelly Berg, аранжировщик (Gloria Estefan)

### Упаковка/Оформление
Лучшая упаковка записи
- Long Night Moon
  - Sarah Dodds & Shauna Dodds, art directors (Reckless Kelly)
- Automatic Music Can Be Fun
  - Mike Brown, Zac Decamp, Brian Grunert & Annie Stoll, art directors (Geneseo)
- Magna Carta… Holy Grail
  - Brian Roettinger, art director (Jay-Z)
- Metallica Through The Never (Music From The Motion Picture)
  - Bruce Duckworth, Sarah Moffat & David Turner, art directors (Metallica)
- The Next Day
  - Jonathan Barnbrook, art director (David Bowie)

Лучшая упаковка коробочной или специальной ограниченной версии
- Wings Over America (Deluxe Edition)
  - Simon Earith & James Musgrave, art directors (Paul McCartney and Wings)
- The Brussels Affair
  - Charles Dooher & Scott Sandler, art directors (The Rolling Stones)
- How Do You Do (Limited Edition Box Set)
  - Mayer Hawthorne, art director (Mayer Hawthorne)
- The Road To Red Rocks (Special Edition)
  - Ross Stirling, art director (Mumford & Sons)
- The Smith Tapes
  - Masaki Koike, art director (Various Artists)

Лучшие заметки на альбоме
- Afro Blue Impressions (Remastered & Expanded)
  - Neil Tesser, автор альбомных заметок (John Coltrane)
- Call It Art 1964—1965
  - Ben Young, автор альбомных заметок (New York Art Quartet)
- Electric Music for the Mind and Body
  - Alec Palao, автор альбомных заметок (Country Joe and the Fish)
- Stravinsky: Le Sacre Du Printemps
  - Jonathan Cott, автор альбомных заметок (Leonard Bernstein & New York Philharmonic)
- 360 Sound: The Columbia Records Story
  - Sean Wilentz, автор альбомных заметок (various artists)
- Work Hard, Play Hard, Pray Hard: Hard Time, Good Time & End Time Music, 1923—1936
  - Nathan Salsburg, автор альбомных заметок (various artists)

Лучший исторический альбом
- Charlie Is My Darling — Ireland 1965 (tie)
  - Teri Landi, Andrew Loog Oldham & Steve Rosenthal, продюсер; Bob Ludwig, мастеринг-инженер (The Rolling Stones)
- The Complete Sussex And Columbia Albums (tie)
  - Leo Sacks, продюсер; Joseph M. Palmaccio, Tom Ruff & Mark Wilder, мастеринг-инженер (Bill Withers)
- Call It Art 1964—1965
  - Joe Lizzi & Ben Young, продюсер; Steve Fallone, Joe Lizzi & Ben Young, мастеринг-инженер (New York Art Quartet)
- Pictures Of Sound: One Thousand Years Of Educed Audio: 980—1980
  - Patrick Feaster & Steven Ledbetter, продюсер; Michael Graves, мастеринг-инженер (Various Artists)
- Wagner: Der Ring Des Nibelungen (Deluxe Edition)
  - Philip Siney, продюсер; Ben Turner, мастеринг-инженер (Sir Georg Solti)

### Производство
Лучший инжиниринг альбома, не классического
- Random Access Memories
  - Peter Franco, Mick Guzauski, Florian Lagatta & Daniel Lerner, инженеры; Bob Ludwig, мастеринг-инженер (Daft Punk)
  - Annie Up
    - Chuck Ainlay, инженер; Bob Ludwig, мастеринг-инженер (Pistol Annies)

  - The Blue Room
    - Helik Hadar & Leslie Ann Jones, инженеры; Bernie Grundman, мастеринг-инженер (Madeleine Peyroux)

  - The Devil Put Dinosaurs Here
    - Paul Figueroa & Randy Staub, инженеры; Ted Jensen, мастеринг-инженер (Alice in Chains)

  - ...Like Clockwork
    - Joe Barresi & Mark Rankin, инженеры; Gavin Lurssen, мастеринг-инженер (Queens of the Stone Age)

  - The Moorings
    - Trina Shoemaker, инженер; Eric Conn, мастеринг-инженер (Andrew Duhon)

Продюсер года, не классический
- Pharrell Williams
  - «BBC» (Jay-Z)
  - «Blurred Lines» (Robin Thicke при участии T.I. & Pharrell)
  - «Happy» (Pharrell Williams)
  - «I Can’t Describe (The Way I Feel)» (Jennifer Hudson при участии T.I.)
  - «Nuclear» (Destiny's Child)
  - «Oceans» (Jay-Z при участии Frank Ocean)
  - «Reach Out Richard» (Mayer Hawthorne)
  - «The Stars Are Ours» (Mayer Hawthorne)
- Rob Cavallo
  - All That Echoes (Josh Groban)
  - «Bright Lights» (Gary Clark Jr.)
  - ¡Dos! (Green Day)
  - «If I Loved You» (Delta Rae при участии Lindsey Buckingham)
  - «Love They Say» (Tegan and Sara)
  - «Things Are Changin'» (Gary Clark Jr.)
  - ¡Tré! (Green Day)
  - «When My Train Pulls In» (Gary Clark Jr.)
  - «You’ve Got Time» (Regina Spektor)
- Dr. Luke
  - Bounce It (Juicy J Featuring Wale & Trey Songz)
  - «Crazy Kids» (Kesha)
  - "Fall Down (will.i.am при участии Miley Cyrus)
  - «Give It 2 U» (Robin Thicke при участии Kendrick Lamar)
  - «Like Nobody´s Around» (Big Time Rush)
  - «Roar» (Katy Perry)
  - «Rock Me» (One Direction)
  - «Bangerz» (Miley Cyrus)
- Ariel Rechtshaid
  - Days Are Gone (Haim)
  - «Everything Is Embarrassing» (Sky Ferreira)
  - «Lost in My Bedroom» (Sky Ferreira)
  - Modern Vampires of the City (Vampire Weekend)
  - Reincarnated (Snoop Lion)
  - True Romance (Charli XCX)
  - «You’re No Good» (Major Lazer при участии Santigold, Vybz Kartel, Danielle Haim и Yasmin)
- Jeff Tweedy
  - The Invisible Way (Low)
  - One True Vine (Mavis Staples)
  - Wassaic Way (Sarah Lee Guthrie & Johnny Irion)

Лучшая ремикшированная запись, не классическая
- «Summertime Sadness» (Cedric Gervais Remix)
  - Cedric Gervais, ремиксер (Lana Del Rey)
- «Days Turn Into Nights» (Andy Caldwell Remix)
  - Andy Caldwell, ремиксер (Delerium featuring Michael Logen)
- «If I Lose Myself» (Alesso Vs. OneRepublic)
  - Alesso, ремиксер (OneRepublic)
- «Locked Out of Heaven» (Sultan + Ned Shepard Remix)
  - Sultan & Ned Shepard, ремиксер (Bruno Mars)
- «One Love/People Get Ready» (Photek Remix)
  - Rupert Parkes, ремиксер (Bob Marley and the Wailers)

### Объёмное звучание
Лучший альбом с объёмным звучанием
- Live Kisses
  - Al Schmitt, сурраунд-звукоинженер; Tommy LiPuma, сурраунд-продюсер (Paul McCartney)
- Sailing the Seas of Cheese (Deluxe Edition)
  - Les Claypool & Jason Mills, сурраунд-звукоинженеры; Stephen Marcussen, сурраунд-мастеринг-инженер; Les Claypool & Jeff Fura, сурраунд-продюсеры (Primus)
- Signature Sound Opus One
  - Leslie Ann Jones, сурраунд-звукоинженер; Michael Romanowski, сурраунд-мастеринг-инженер; Herbert Waltl, сурраунд-продюсер (various artists)
- Sixteen Sunsets
  - Jim Anderson, сурраунд-звукоинженер; Darcy Proper, сурраунд-мастеринг-инженер; Jim Anderson & Jane Ira Bloom, сурраунд-продюсерs (Jane Ira Bloom)
- Sprung Rhythm
  - Daniel Shores, сурраунд-звукоинженер; Daniel Shores, сурраунд-мастеринг-инженер; Dan Merceruio, сурраунд-продюсер (Richard Scerbo & Inscape)

### Музыкальное видео
Лучшее музыкальное видео
- «Suit & Tie» — Justin Timberlake при участии Jay-Z
  - David Fincher, видеорежиссёр; Timory King, видеопродюсер
- «Safe and Sound» — Capital Cities
  - Grady Hall, видеорежиссёр; Buddy Enright, видеопродюсер
- «Picasso Baby: A Performance Art Film» — Jay-Z
  - Mark Romanek, видеорежиссёр; Shawn Carter & Aristides McGarry, видеопродюсеры
- "Can't Hold Us — Macklemore & Ryan Lewis при участии Ray Dalton
  - Jon Jon Augustavo, Jason Koenig & Ryan Lewis, видеорежиссёр; Tricia Davis, Honna Kimmerer & Jenny Koenig, видеопродюсер
- «I’m Shakin'» — Jack White
  - Dori Oskowitz, video director; Raquel Costello, видеопродюсер

Лучший музыкальный фильм
- Live Kisses — Paul McCartney
  - Jonas Akerlund, видеорежиссёр; Violaine Etienne, Aron Levine & Scott Rodger, видеопродюсер
- Live 2012 — Coldplay
  - Paul Dugdale, видеорежиссёр; Jim Parsons, видеопродюсер
- ¡Cuatro! — Green Day
  - Tim Wheeler, видеорежиссёр; Tim Lynch, видеопродюсер
- I’m in I’m out and I’m Gone: The Making of Get Up! — Ben Harper при участии Charlie Musselwhite
  - Danny Clinch, видеорежиссёр; Ben Harper, видеопродюсер
- The Road to Red Rocks — Mumford & Sons
  - Nicolas Jack Davies & Frederick Scott, видеорежиссёры; Dan Bowen, видеопродюсер